# 檸檬酸合成酶
檸檬酸合成酶（EC 2.3.3.1）几乎存在于所有活细胞中并且是催化三羧酸循环第一步的一个限速酶。此酶存在于真核细胞的线粒体中，但它是由細胞核DNA而非线粒体DNA編碼而成；細胞質核醣體合成後，運輸到線粒體基質中。

乙酰辅酶A
草酰乙酸
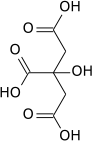
柠檬酸

乙酰辅酶A + 草酰乙酸 + H2O → 柠檬酸 + 辅酶A

## 结构
柠檬酸合成酶的437个氨基酸残基组成两个主要亚基，每个都含有20个α螺旋。这些α螺旋约占柠檬酸合成酶三级结构的75%。除一个13个残基组成的β折叠结构外，其余残基主要构成结构中不规则延申的部分。在这两个亚基之间有一个裂缝，包含了酶的活性位点。其包含两个结合位点，一个用于结合柠檬酸或草酰乙酸，另一个则用于结合辅酶A。此活性位点包括三个关键残基：His274，s320和p375，它们与底物的作用具有高度的选择性。
相邻的图像展示了柠檬酸合酶在开放状态和闭合状态下的三级结构。当其中一种底物（如草酰乙酸）加入时，该酶会从开放状态转变为闭合状态。

## 机制
首先，檸檬酸合成酶的组氨酸残基作为亲核试剂使乙酰辅酶A中甲基去质子化而形成碳负离子，后者亲核攻击草酰乙酸的羰基碳，从而羟醛缩合生成柠檬酰辅酶A，将高能硫酯键水解后即得到柠檬酸。

## 抑制剂
ATP：ADP和NADH：NAD的比值升高会抑制柠檬酸合成酶。因为较高的ATP和NADH意味着细胞内能量供应充足。柠檬酸合成酶同样受琥珀酰辅酶A和丙酰辅酶A的抑制，因为这两者与乙酰coa相似从而对乙酰coa产生竞争性抑制，对草酰乙酸产生非竞争性抑制。柠檬酸会抑制反应的进行，这是产物抑制的一个例子。乙酰辅酶a类似物对柠檬酸合成酶的抑制作用已经被充分研究，并且被证明其作用于单一活性中心。这些实验表明，该活性中心可以在两种构象之间变化，从而分别实现连接酶和水解酶的功能。此蛋白可能依靠morpheein模型进行别构调节。